# 穆萨·易卜拉欣
穆萨·易卜拉欣（英文：Moussa Ibrahim，阿拉伯语罗马化可译为Mussa或Musa，1974年12月9日—）是利比亚的政治人物，2011年3月担任利比亚新闻部长，是卡扎菲的官方发言人。2011年利比亚内战期间，他受到了国际社会的关注。

## 生平
1974年出生于利比亚卡达法（Qadhadhfa）部落。他的妻子是德国人，有一个年幼的儿子，他于2000年代毕业于艾克斯特大学政治系，成为媒体艺术博士。他于2010年参加皇家哈洛威学院的期末考试，还没有正式拿到博士学位。他曾对天空新闻台的记者说：“我在伦敦居住了15年，我十分了解英国人。”2011年利比亚内战期间，他以利比亚新闻部长的身份呼吁停火，并指责西方与北约的行为，同时，他呼吁支持卡扎菲的军人们抵抗叛军的进攻。内战后期多次有传闻他被过渡委军队俘虏，但都被过渡委官方否认。據穆薩的facebook帳號以及另一個與他有關的帳號上說，他人在德國柏林。2014年底，人们发现他人在埃及，但不久穆萨·易卜拉欣被驱逐出境并逃往塞尔维亚。後來穆萨·易卜拉欣多次發聲支持哈利法·贝加斯姆·哈夫塔尔。